# Förare (grad)
Förare var en äldre svensk underofficersgrad.
Förare omtalas första gången 1542. Han var under 1500-talet vanligen såväl trupp- som förvaltningsbefäl och hans hustru företrädde sjuklägret. Vanligen kallas de förer eller förere och används ibland som synonym till förerare/furidare som är motsvarighet till dagens furir som ansvarade för trossen. Underofficersgraderna hade då ännu inte satt sig.
Senare blev det en underofficersgrad närmast under sergeant, men upphörde inom armén 1833 då de vid armén då befintliga förarna befordrades till sergeanter.